# Coșula (okręg Botoszany)
Coșula – wieś w Rumunii, w okręgu Botoszany, w gminie Coșula. W 2011 roku liczyła 1172 mieszkańców.